# La Fàbrica del Pont Vell (Sant Fruitós de Bages)
La Fàbrica del Pont Vell o La Fàbrica Vermella és una antiga indústria i colònia tèxtil del Llobregat, dins el terme municipal de Sant Fruitós de Bages, al costat del pont que comunica amb Navarcles. També s'havia conegut com a can Vives.

## Descripció
Les diferents edificacions constitueixen un recinte fabril tancat. Les diverses dependències de la fàbrica estan disposades una a tocar de l'altre, de manera que formen un triangle. D'esquerra a dreta, s'hi distingeix el que havia estat la porteria, els habitatges per als obrers, les dependències industrials i la capella. L'alçada dels edificis és de dues o tres plantes. A l'entrada del recinte, a la dreta, hi ha la capella de Santa Llúcia, datada del 1852, d'estil historicista amb elements d'inspiració neoclàssica. Sobre el portal hi ha un frontó amb un relleu sobre el baptisme de Crist. La capella està coronada per un campanar de ferro forjat en mal estat. Es conserva en bon estat el canal que donava energia a la fàbrica. Destaca l'alta xemeneia d'obra. La tipologia del recinte es correspon amb el model de clos de colònia. Tot i així, cal dir que difereix dels models de colònies industrials del Llobregat.

## Història
La fàbrica del Pont rep aquest nom perquè es troba adossada al Pont Vell de Navarcles, construït a la darreria del segle xviii. Manel Altimir i Segimon Padrón van comprar els terrenys a la vora del riu per construir-hi un molí fariner, el qual va començar a funcionar l'any 1817. Entre 1825 i 1828 es va construir la fàbrica, que va substituir el molí. Inicialment es va dedicar a la producció de teixits de llana i més endavant a la producció de teixits de cotó. Els amos de la nova fàbrica van ser els germans Herp de Manresa. El 1851 es fan obres d'ampliació i poc després es lloguen dependències a altres industrials de la comarca. El 1862 aplegava un total de 124 telers mecànics. Sembla que la família Herp finalment va vendre la fàbrica i que aquesta va acabar funcionant de lloguer en lloguer. Als anys 30 del segle xx es coneixia com a «Can Vives» i a mitjan segle la fàbrica va deixar de funcionar, de manera que el recinte va quedar abandonat. A final de la dècada dels anys 1980 es va reaprofitar l'edifici per acollir-hi diferents tallers artesans o empreses dedicades a àmbits diversos.